# Alvan Clark
Alvan Clark (ur. 8 marca 1804 w Ashfield, zm. 19 sierpnia 1887 w Cambridge) – amerykański portrecista, astronom, producent teleskopów soczewkowych i soczewek.

## Życiorys

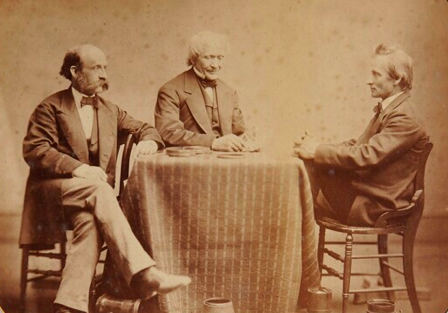
Alvan Clark (w środku) z synami (około 1870)

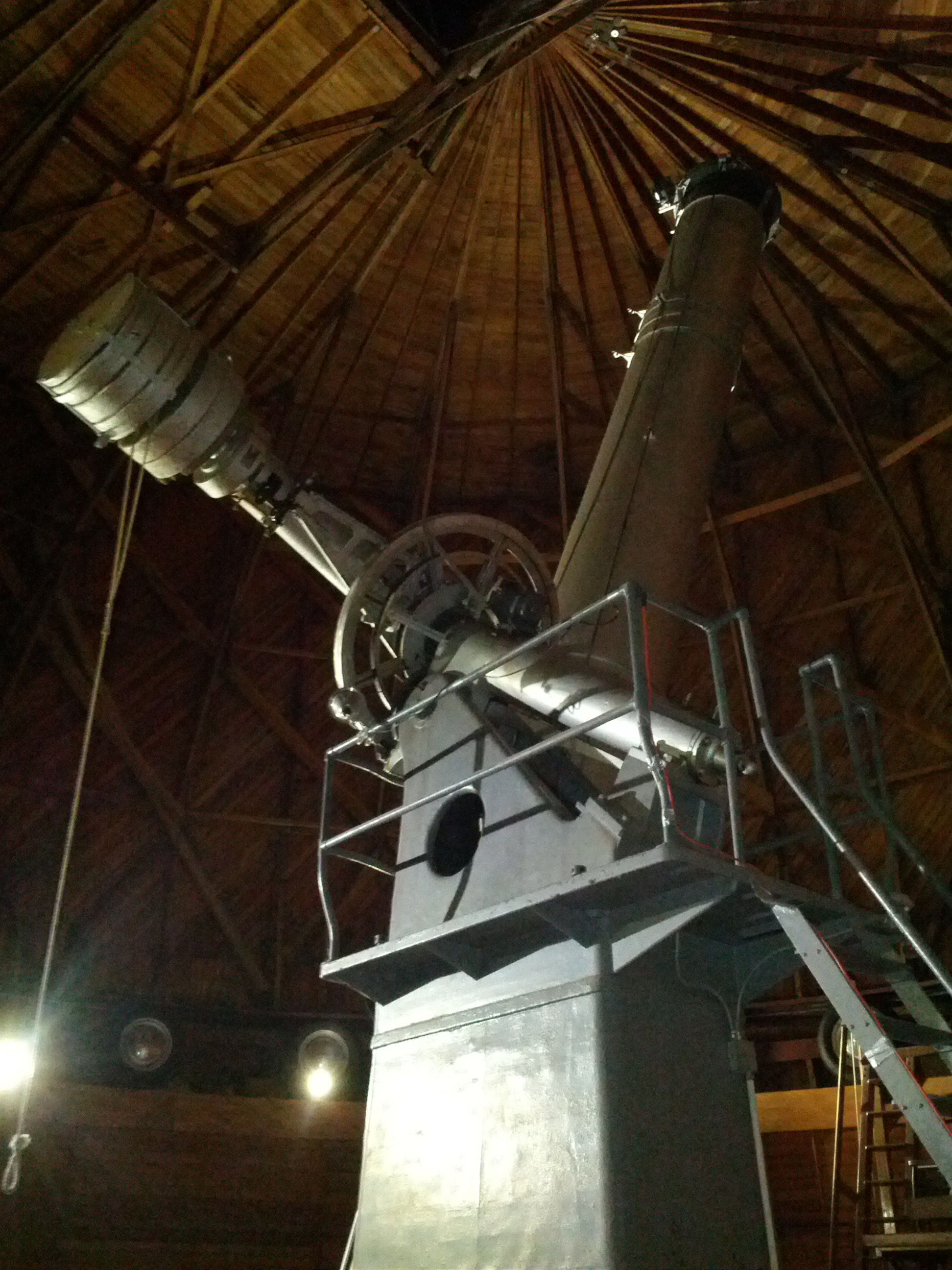
Teleskop soczewkowy Alvana Clarka w Lowell Observatory

Przez wiele lat pracował jako grawer i portrecista, dopiero gdy przekroczył 40 lat życia zafascynował się teleskopami i zajął się ich produkcją oraz soczewek do nich. W 1846 roku wraz z synami Alvanem Grahamem (1832–1897) i George’em (1827–1891) założył w Cambridgeport (dzielnica Cambridge) firmę Alvan Clark & Sons i aż do śmierci był jej prezesem. Alvan i Alvan Graham specjalizowali się w produkcji soczewek, podczas gdy George nadzorował konstrukcje mechaniczne. Mimo że Alvan Clark był samoukiem, stworzone przez niego i firmę teleskopy należały do najbardziej precyzyjnych w XIX wieku i stanowiły pierwszy znaczący amerykański wkład w produkcję instrumentów astronomicznych. Clarkowie jako pierwsi w Stanach Zjednoczonych wykonali soczewki achromatyczne. W 1860 Alvan Clark wykonał 18-calowe soczewki, wówczas największe w świecie, i to w czasach, gdy wykonanie zwykłej 4-calowej soczewki zajmowało około miesiąca pracy. Rekord ten firma jeszcze kilkukrotnie pobijała. Firma Clarka i synów wykonała między innymi soczewki dla Dearborn Observatory w Chicago, United States Naval Observatory, Obserwatorium Licka w Kalifornii i Obserwatorium w Pułkowie w Rosji. Syn Alvana, Alvan Graham Clark, w 1862 roku podczas testowania 18,5-calowego obiektywu odkrył towarzysza Syriusza – Syriusza B.

## Nagrody i wyróżnienia
Alvan Clark został członkiem stowarzyszenia American Academy of Arts and Sciences, zaś w 1867 roku został przez nie uhonorowany Nagrodą Rumforda.
Na cześć Alvana Clarka nazwano krater na Marsie, natomiast na cześć jego i syna, Alvana Grahama Clarka, nazwano krater na Księżycu.

## Galeria portretów wykonanych przez Alvana Clarka

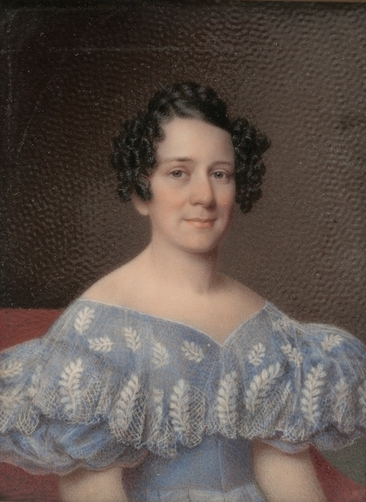
Portret nieznanej kobiety, ok. 1835 (Metropolitan Museum of Art)
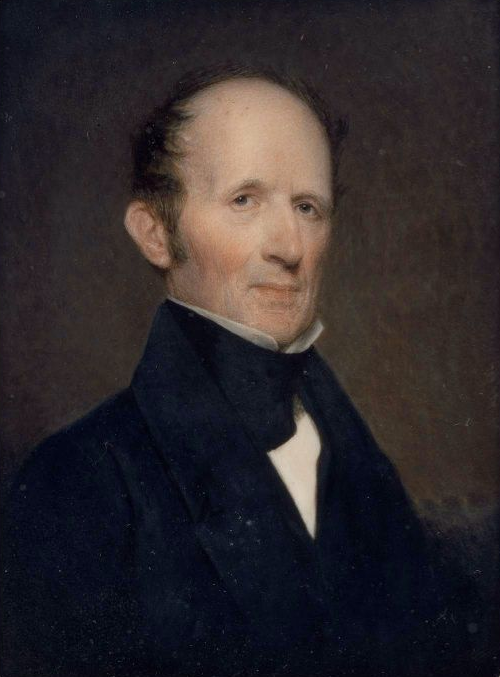
Portret Johna Pickeringa, ok. 1840 (Museum of Fine Arts w Bostonie)
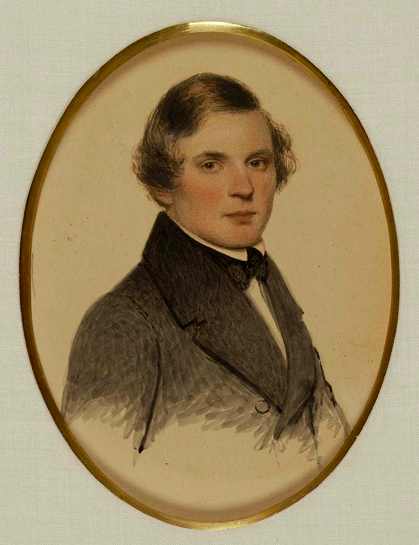
Portret Samuela Halla Gregory’ego, lata 40. XIX w. (Smithsonian American Art Museum)
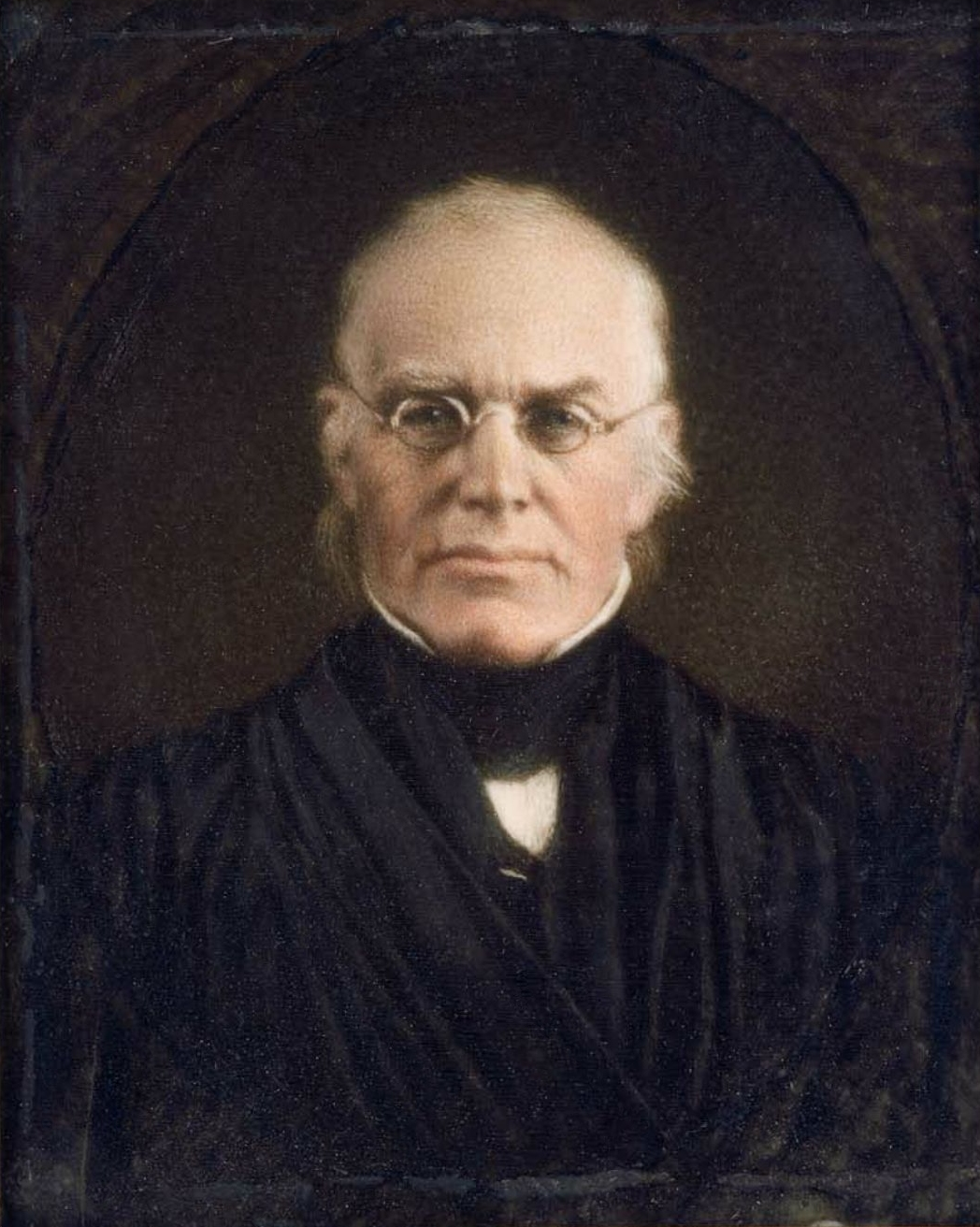
Portret Josepha Story’ego, 1846 (Museum of Fine Arts w Bostonie)